# Edwin Mackinnon Liebert

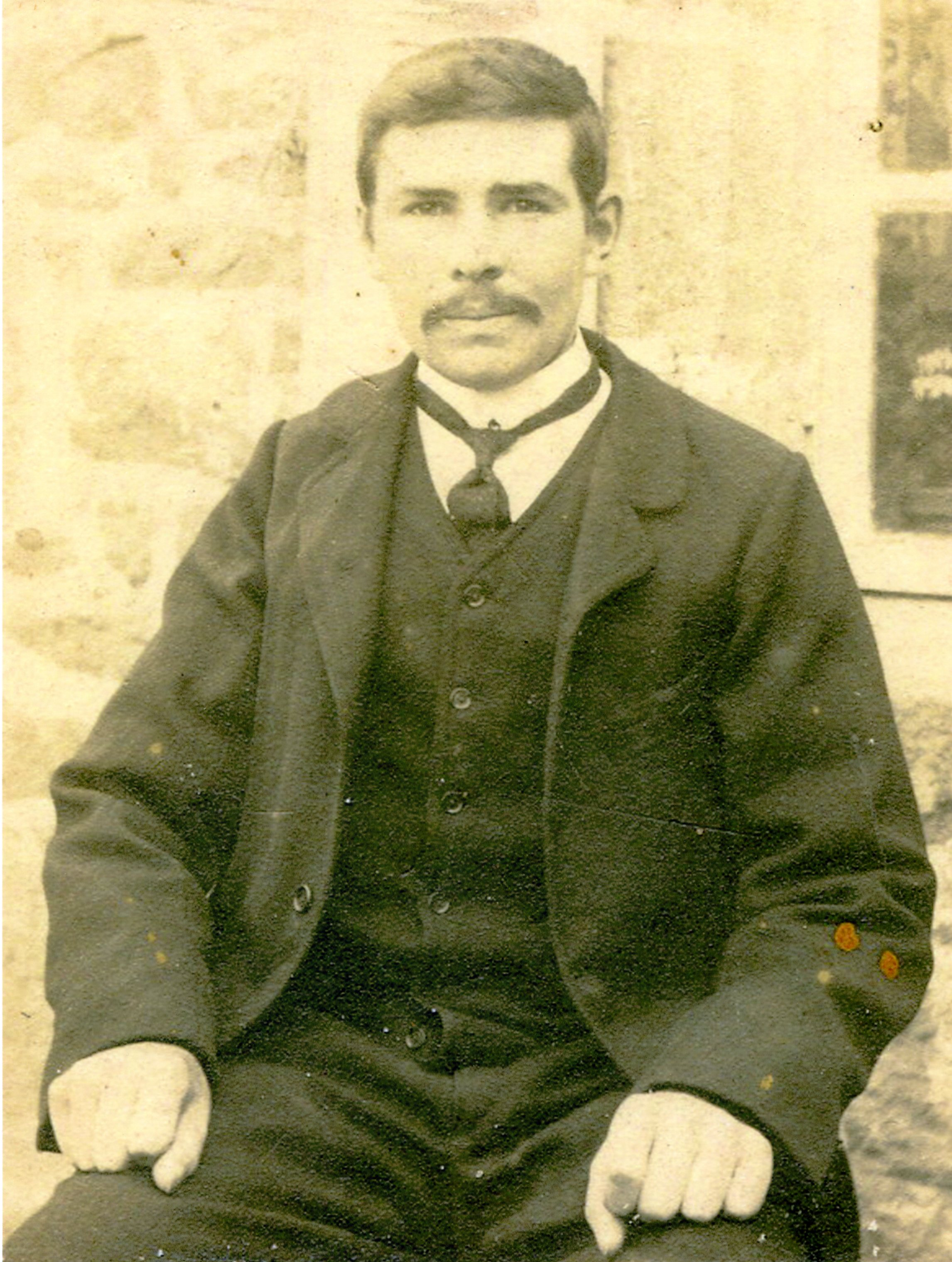
Edwin Mackinnon Liebert

Edwin Charles Mackinnon Liebert (* 13. März 1858 in Manchester; † 5. September 1908 in Plévenon) war ein britisch-deutscher Maler, der in Paris (Montmartre) und Düsseldorf (Künstlervereinigung „Malkasten“) gelebt und gewirkt hat, vor allem aber in der Bretagne Spuren hinterlassen hat.

## Leben und Werk
Liebert war das zweite von sechs Kindern des deutschstämmigen Tuchhändlers Siegfried Adolph Liebert aus Manchester und seiner aus Köln gebürtigen Ehefrau Caroline, geb. Büschler. Der Beiname „Mackinnon“ weist auf die enge geschäftliche und private Verbundenheit der Familie mit dem britischen Großreeder Sir William Mackinnon hin. Nach dem frühen Tod des Vaters (1868) kehrte die Mutter mit den Kindern nach Deutschland zurück und erwarb in Bonn die am Rhein gelegene Villa Vinea Domini. Liebert verbrachte einen Großteil seiner Jugend in Bonn und besuchte hier für einige Jahre das Königlich-Preußische Gymnasium (heute Beethovengymnasium).
Von 1878 bis 1881 studierte er Maschinenbau an der Technischen Hochschule Aachen und besuchte ab 1884 für mindestens zwei Jahre die Akademie der Bildenden Künste in München (gleichzeitig mit Max Slevogt). 1889 ging er nach Paris, wo er bei Fernand Cormon Unterricht nahm. Bei Cormon, der auf dem Montmartre ein privates Atelier unterhielt, hatten zu jener Zeit verschiedene bekannte Maler studiert, z. B. Toulouse-Lautrec. Durch Cormons Vermittlung konnte Liebert 1891 und 1896 zwei Bilder bei dem begehrten „Salon de Paris“ ausstellen.
In Paris nahm er Kontakt zu einer Gruppe amerikanischer Künstler auf, mit denen er sich 1891 an der Ersten Internationalen Kunstausstellung in Berlin beteiligte. Seine Bilder erhielten eine „Ehrenvolle Erwähnung“ und wurden in der Presse lobend erwähnt. Seither wurde Liebert in verschiedenen Lexika als Amerikaner bezeichnet und galt als Maler von Genrebildern und Stillleben.
1896 zog Liebert von Paris nach Düsseldorf. Er trat der Künstlervereinigung „Malkasten“ bei und etablierte sich als „Kunstmaler“. In den folgenden Jahren nahm er an verschiedenen internationalen Ausstellungen teil, z. B. 1899 in der Walker Gallery in Liverpool, 1904 in Düsseldorf, 1906 in Elberfeld.
Gleichzeitig unternahm er längere Reisen, die ihn u. a. in die Bretagne führten. 1901 erwarb er in dem Küstenort Pléhérel im „Pays de Fréhel“ ein kleines Fischerhaus. 1902 begann er, in der Nachbargemeinde Plévenon seinen Lebenstraum zu verwirklichen: den Bau einer nach eigenen Plänen gestalteten Villa mit Blick aufs Meer, die er 1905 bezog. Mit dem Bezug des „Château de Tertres“ begann für Liebert eine Phase großer künstlerischer Produktivität. Seine Bilder aus dieser Zeit zeigen, dass er sich thematisch und stilistisch weiterentwickelte und die Anregungen der französischen Malerei aufnahm. Daneben betätigte er sich kunsthandwerklich und betreibt technische Projekte.
Am 5. September 1908 starb Liebert unerwartet an den Folgen einer Bauchfellentzündung. Auf dem Totenbett verfügte er eine größere Schenkung an die Armen der Gemeinde Plévenon und äußerte den Wunsch, in Bonn begraben zu werden. Seine Familie und der „Malkasten“ veröffentlichten Todesanzeigen. Am 10. September 1908 wurde er in Bonn-Poppelsdorf begraben. Seine beiden Häuser samt Inventar wurden 1911 und 1913 von seinen Erben verkauft.

## Nachwirkungen
Der Maler Edwin Mackinnon Liebert ist heute nur einem kleinen Kreis von Liebhabern bekannt. Seine Bilder sind weitgehend verschollen und nur noch als Eintrag in Ausstellungskatalogen nachweisbar. Die wenigen noch existierenden Bilder, Gegenstände und anderen Zeugnisse befinden sich in der Bretagne in privater Hand.
In der Bevölkerung des „Pays de Fréhel“ hat sich jedoch über ein Jahrhundert lang eine lebendige Erinnerung an diesen fremden Künstler erhalten und zu einer reichhaltigen Legendenbildung beigetragen. War er ein britischer oder deutscher Spion? 2004 hat sich in der Bretagne ein kleiner deutsch-französischer Freundeskreis gebildet, der das Ziel verfolgt, Lieberts Leben und Werk näher zu untersuchen und bekannt zu machen. Die ersten Ergebnisse wurden der Öffentlichkeit im Jahre 2008 anlässlich des 150. Geburts- und 100. Todestages des Künstlers vorgestellt.